# 豪勇龍屬
豪勇龍屬（意為“勇敢蜥蜴”），又名無畏龍，是種奇特的禽龍類，生存於早白堊紀（早阿普第階），約1億1000萬年前的非洲。豪勇龍身長7公尺，重達2.5噸。在1966年與1975年，法國古生物學家菲利普·塔丘特（Philippe Taquet）在尼日阿加德茲Gadoufaouna沉積層發現了兩個完整化石，屬於艾爾雷茲組（Elrhaz Formation），並在1976年正式敘述、命名。

## 發現與命名
在1965年1月，菲利普·塔丘特在尼日阿加德茲的Gadoufaouna發現一個鳥腳類化石。在1976年，菲利普·塔丘特將這些化石進行敘述、命名，模式種是尼日豪勇龍（O. nigeriensis）。屬名裡的ourane，在當地圖阿雷格語意為「勇敢的」；種名則是以尼日為名。
正模標本（編號MNHN GDF 300）是一個幾乎完整的身體骨骼與頭顱骨。副模標本（編號GDF 381）是在1972年被發現。除了這兩個標本，還發現一個大型肩胛鳥喙骨（編號GDF 301）、一個股骨（編號GDF 302）。化石發現於艾爾雷茲組（Elrhaz Formation，又名Echkar組）上層，地質年代約1億1200萬到1億1000萬年前，相當於阿普第階到阿爾比階交界。正模標本目前存放在尼日首都尼阿美的國立自然史博物館。

## 體徵
豪勇龍是種相當大型的鳥腳類恐龍，股骨長81.1公分。菲利普·塔丘特在命名時，估計其身長約7公尺長，體重約4噸。在2010年，葛瑞格利·保羅（Gregory S. Paul）估計其身長約8.3公尺，而體重約2.2噸，他推測豪勇龍的身體較為輕型。

### 脊椎

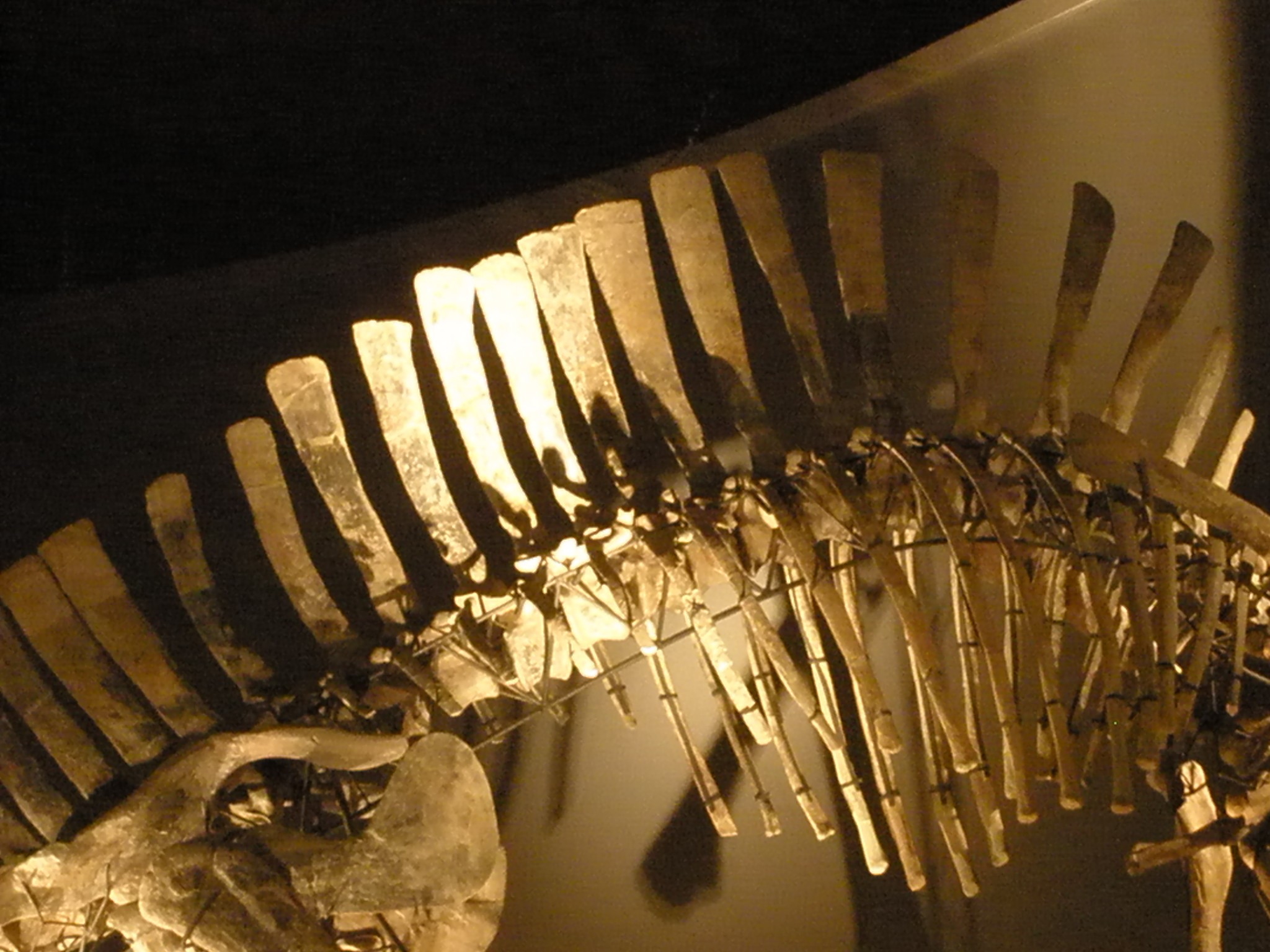
豪勇龍的背椎（威尼斯自然歷史博物館）

豪勇龍的最明顯特徵，是背部的大型背部帆狀物，由厚、長的脊椎神經棘支撐，長度約50公分，並橫跨整個背部與尾巴，類似同時代的著名肉食性恐龍棘龍，以及二疊紀的異齒龍。事實上，這些高大神經棘並不完全類似棘龍的帆狀物。其他動物的棘柱末端變細，而豪勇龍的棘柱末端則是變厚、變平坦。豪勇龍的後段棘柱由肌腱連接在一起，可牢固背部。最後，棘柱長度在前肢位置達到最長。
目前還沒有發現前四節背椎，第五節背椎有32公分長的神經棘，末端尖、略呈鉤狀。菲利普·塔丘特推測，這些神經棘生前可能支撐肌腱，肌腱連接頭部與頸部。第10到12節背椎的神經棘最長，約63公分長。第17節背椎是最後一節背椎，神經棘後緣有溝。第一節薦椎的神經棘低矮、呈鉤狀。薦椎有六節，其神經棘較為低矮。前段尾椎的神經棘則較高，後段尾椎的神經棘則逐漸低矮。
豪勇龍的背帆可能具有體溫調節、視覺展示物的功能，使得豪勇龍看起來比實際體型還大，威嚇競爭對手或掠食動物。另一種理論是，豪勇龍的隆肉可能用來儲藏脂肪或水，以度過季節性、乾旱的氣候，如同駱駝、美洲野牛。隆肉儲藏脂肪或水，也可能是為了長途遷徙，或者是強化前肢以為更節省的長程遷移。

### 頭顱骨

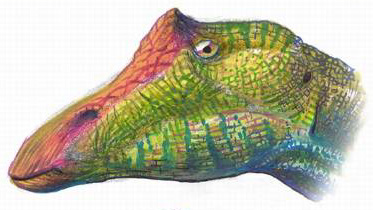
豪勇龍的頭部

豪勇龍的頭顱骨長67公分，頭部長而平坦。豪勇龍的吻突比近親禽龍的口鼻部還長。當牠們活者時，吻突由角質鞘包覆者，喙狀嘴外形筆直。豪勇龍的下頜前方有短的前齒骨，也覆蓋者角質喙狀嘴。嘴部前方沒有牙齒，而是非常寬的角質喙狀嘴，如同鴨與鴨嘴獸。豪勇龍嘴部兩側的大群牙齒系，牙齒旁邊有一排替換用牙齒，是用來咀嚼植物；豪勇龍只有一排替換用牙齒，而其近親則有多排替換用牙齒。上頜、下頜的每邊約有22顆牙齒，總計約88顆牙齒。
豪勇龍的鼻孔大，且離口鼻部非常近。鼻孔的位置非常高。鼻孔到眼眶之間的兩側，有個不規則隆起；這兩個隆起部的作用未知，但可能作為社交或求偶功用。
The jaws were apparently operated by relatively weak muscles. 
豪勇龍的小型顳顬孔位在眼睛後方，而頭與下頜間肌肉較大，附著到下頜骨頭的冠狀突（coronid process）上。頭顱後段狹窄，無法提供足夠面積使下頜肌肉附著，而冠狀突提供下頜肌肉更大的附著面積，可形成更強壯的咬合力。另一較小的下頜降肌（Musculus depressor mandibulae，用來使下頜張開），位在頭顱骨後方，連接至寬而明顯的副枕突（Paroccipital process）。豪勇龍是植食性恐龍，可能使用其複雜齒系咀嚼植物。牠們可能以樹葉、水果、種子等高營養價值植物為食。另一種看法是，根據其寬廣喙狀嘴，牠們會以大量的低營養價值植物為食。豪勇龍生存於河流三角洲地區。

### 身體結構
豪勇龍具有11節頸椎、17節背椎、六節薦椎、以及40節尾椎。豪勇龍的尾巴相當短。
前肢相當長，長度約是後肢長度的55%。牠們可能也可採取四足方式行走。肱骨筆直，手掌短而寬廣。豪勇龍的每個手掌都有拇指尖爪，但比早期的禽龍的拇指尖爪小。中間三個指骨寬廣，類似蹄狀，在生理結構上適合行走。為了支撐行走，豪勇龍的手腕大，且癒合在一起，以防止脫臼。最後一個指骨很長，被推斷是用來挑起如樹葉、樹枝等食物，或者是將可勾到高度內的樹枝降低高度。但是，菲利普·塔丘特推測其第五手指已失去這個功能，因為牠們的第五掌骨大幅退化，可能無法作出手指往側邊的動作。
骨盆的恥骨前段大、呈圓形。豪勇龍的後肢大而結實，以支撐身體重量。豪勇龍可能可採二足方式移動。豪勇龍的股骨比脛骨略長。股骨第四粗隆部（連接至尾巴基部的收肌的附著處）較為虛弱。牠們的腳掌小，有三個腳趾。菲利普·塔丘特從此導出一個結論，豪勇龍的後肢是用來支撐，而非奔跑用。

## 分類
菲利普·塔丘特在命名豪勇龍時，將牠們歸類於禽龍類的禽龍科。雖然豪勇龍與禽龍擁有某些相似處（例如尖狀拇指），豪勇龍目前並不置於禽龍科；禽龍科目前被認為是並系群。豪勇龍目前被置於鴨嘴龍超科的原始位置，鴨嘴龍超科包含了鴨嘴龍科與牠們的近親。豪勇龍應是鴨嘴龍超科的早期特化支系，具有某些趨同演化、類似鴨嘴龍科的特徵。模式種是尼日豪勇龍（O. nigeriensis）。

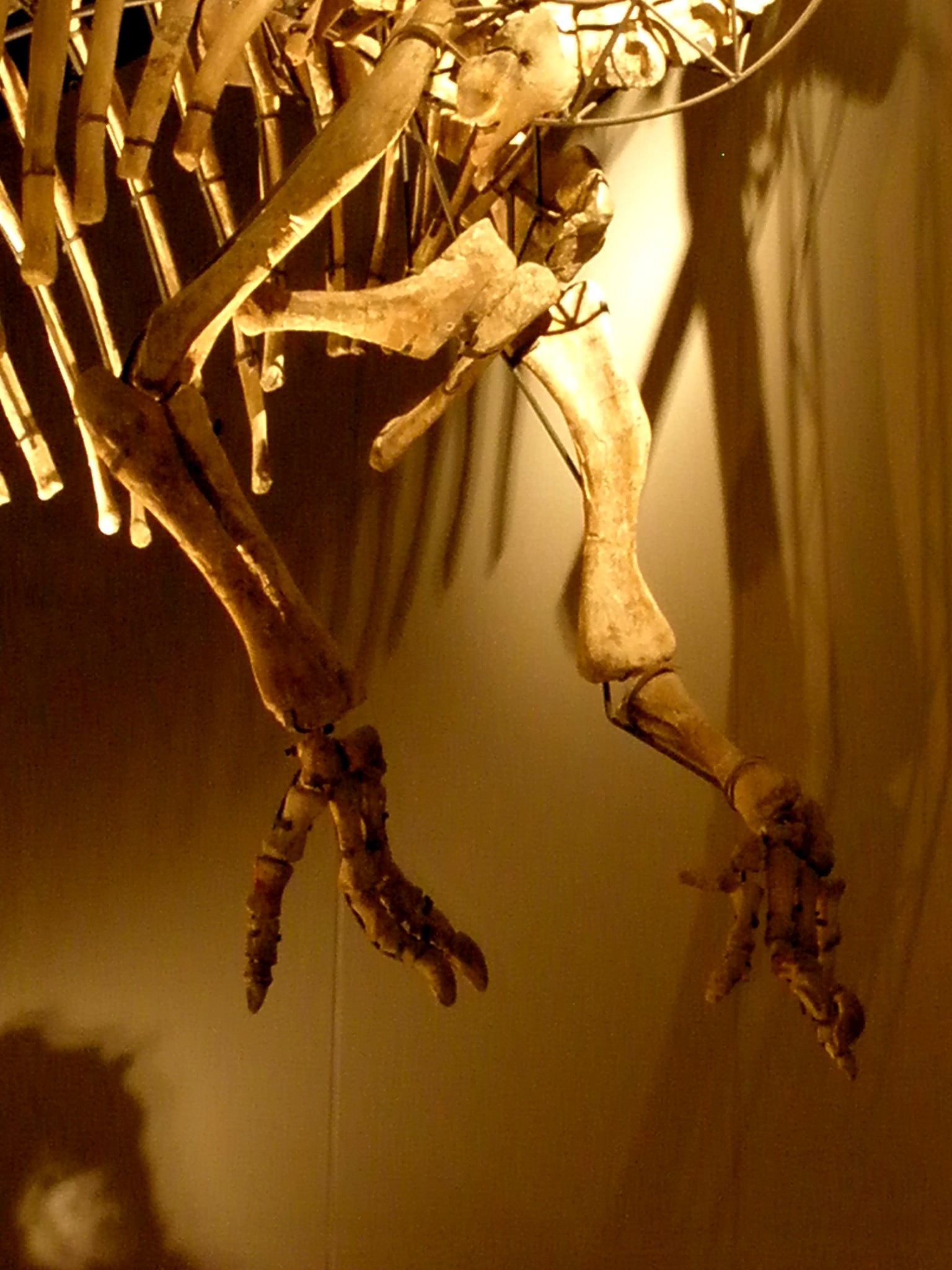
前肢
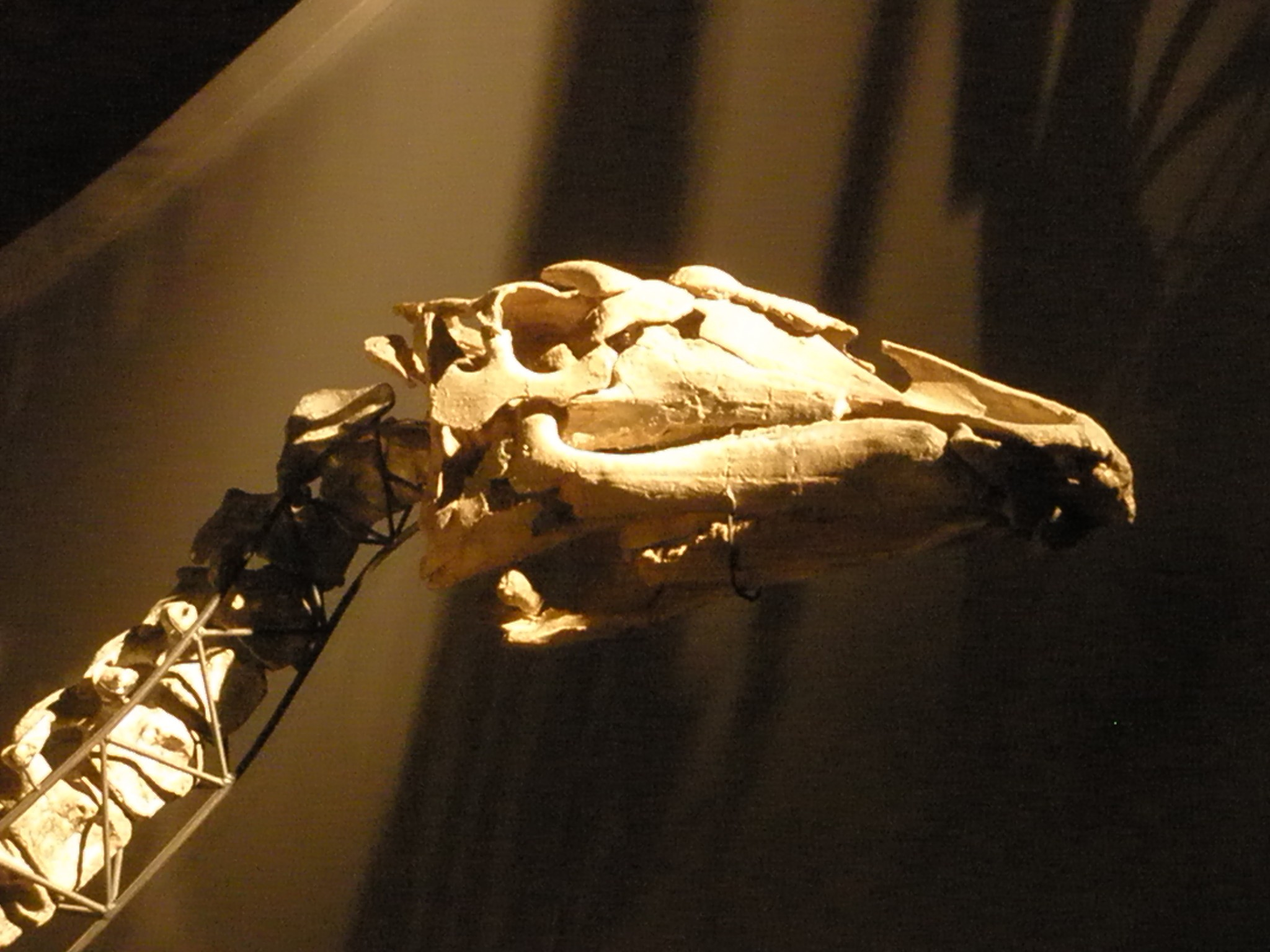
頭骨
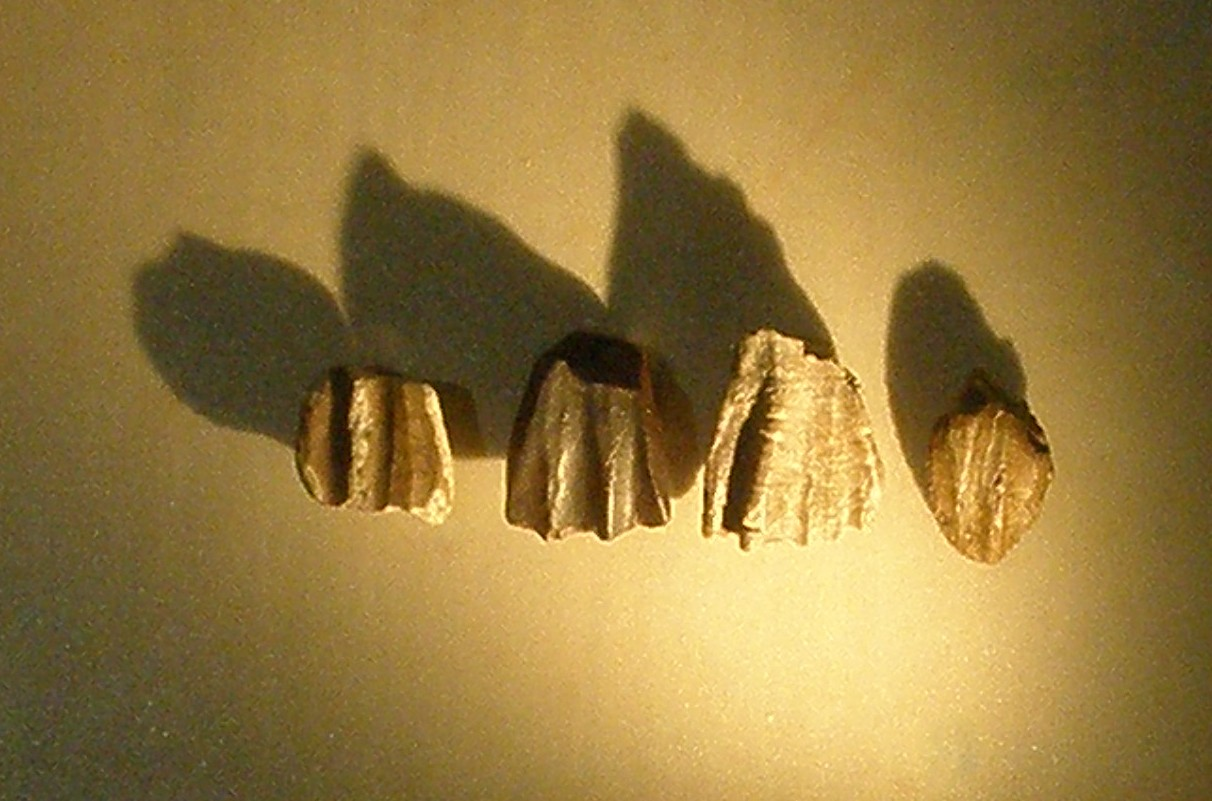
牙齒

## 外部連結
- 自然雜誌的豪勇龍（页面存档备份，存于）
- 豪勇龍 (有圖片)
- 禽龍類